# Kashmirnepeta
Kashmirnepeta (Nepeta clarkei) är en art i familjen kransblommiga växter som förekommer naturligt i norra Afghanistan till västra Himalaya. Arten odlas ibland som trädgårdsväxt i Sverige.
Kashmirnepeta är en flerårig ört med kraftig, förvedad jordstam. Stjälkarna är fyrkantiga, upprätta, 50–100 cm, förgrenade och bildar stånd på upp till 80 cm i diameter. De fina glandelhåren sitter glest utspridda, tätas nära basen. Bladen blir 15–70 mm långa och 10–40 mm breda, smalt till brett äggformade med hjärtlik bas. Bladkanterna är naggade till tandade, bladspetsen spetsig. Bladundersidorna är finhåriga med talrika oljekörtlar. Bladskaften blir upp till 25 mm långa på de nedre bladen, de blir kortare mot toppen. Blomställningen består av mångblommiga kransar som sitter årskilda. De lägre kransarna sitter med bladen. Blommorna blir cirka 15 mm långa, dehar gröna eller purpurfärgade foder, samt ljust blå till lilarosa kronor. Blompipen är något krökt. Den övre fliken i kronan är tvådelad, rak mer eller mindre vit med blå fläckar. Ståndarknapparna är violetta.

### Webbkällor
- Svensk Kulturväxtdatabas
- Flora of Pakistan
- Wikimedia Commons har media som rör Kashmirnepeta.